# Ryan Jamaal Swain
Ryan Jamaal Swain (nacido el 13 de marzo de 1994) es un actor y bailarín estadounidense. Es conocido por su papel de Damon Richards-Evangelista, un bailarín gay sin hogar, en la serie de televisión Pose.

## Primeros años
Ryan Swain nació en un hogar de madre soltera en Orlando, Florida, el 13 de marzo de 1994. Es el mayor de cuatro hijos y creció en Birmingham, Alabama. 
Mientras que los miembros de su familia se orientaban hacia el campo de la salud, Swain mostró una afinidad por las artes a una edad temprana. Comenzó a tomar clases de claqué a la edad de 4 años y amplió su repertorio para incluir ballet, jazz, baile moderno y hip-hop. Durante su infancia, Swain trabajó con la Academia de Danza de Alabama, el Ballet de Alabama , la Compañía de Teatro Red Mountain, el Teatro Infantil de Birmingham y el Teatro Virginia Samford. 
Comenzó a modelar por catálogo a la edad de 8 años y no siguió actuando hasta su primer año de secundaria en la Escuela de Bellas Artes de Alabama .  En ese momento, Swain buscaba inicialmente una pasantía, ya que estaba entrenando para convertirse en tenista profesional. Obtendría su BFA de la Universidad de Howard en Washington D. C. y estudiaría en la British American Drama Academy en Oxford, Reino Unido . Swain se mudó a la ciudad de Nueva York al completar sus estudios.

## Vida personal
Aunque la familia de Swain ha apoyado en gran medida sus esfuerzos artísticos, aún ha experimentado su parte de la adversidad. Durante la infancia de Swain, su padrastro abusó física y emocionalmente de él debido a su sexualidad. La hermana de Swain, Raven Lynette Swain, fue asesinada a tiros en Birmingham, Alabama el 28 de julio de 2020, lo que precipitó el deseo de Swain de salir de Pose y su personaje fue eliminado de la serie después del primer episodio de la tercera temporada. Swain se identifica como queer.

## Filmografía

### Cine
| Año  | Título  | Rol    | Notas        |
| ---- | ------- | ------ | ------------ |
| 2019 | Engaged | Elliot | Cortometraje |

### Televisión
| Año       | Título | Rol               | Notas        |
| --------- | ------ | ----------------- | ------------ |
| 2018–2021 | Pose   | Damon Evangelista | 19 episodios |

### Teatro
| Año  | Título                    | Rol  | Notas                                                 |
| ---- | ------------------------- | ---- | ----------------------------------------------------- |
| 2019 | Thoughts of a Colored Man | Love | Escenario de Syracuse, escenario central de Baltimore |